# Andrzej Kremer

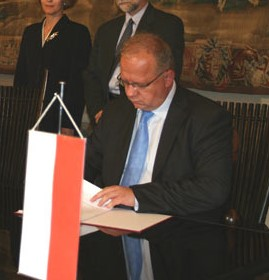
Andrzej Kremer (2008)

Andrzej Stanisław Kremer (* 8. August 1961 in Krakau; † 10. April 2010 in Smolensk, Russland) war ein polnischer Jurist, Diplomat und Vizeaußenminister.

## Leben
Kremer beendete 1984 das Studium an der Rechts- und Verwaltungsfakultät der Jagiellonen-Universität in Krakau. 1993 wurde er dort Doktor der Rechtswissenschaften. 1986 bestand er das Richterexamen. 1983 wurde er wissenschaftlicher Mitarbeiter am historisch-rechtlichen Institut, und 1989 wissenschaftlicher Mitarbeiter am Lehrstuhl für römisches Recht an der Universität in Bochum. Er ist Autor von Wissenschaftsartikeln aus dem Bereich über das Römische Recht, Diplomaten- und Konsularrecht sowie öffentliches internationales Recht.
Seit 1991 ist er mit dem polnischen Außenministerium (Ministerstwo Spraw Zagranicznych, MSZ) verbunden. Er war Vizekonsul und Konsul in Hamburg, anschließend war er Leiter der Konsularabteilung der polnischen Botschaft in Bonn (als bevollmächtigter „Ministerberater“). Von 1998 bis 2001 leitete er die Ministerialabteilung, danach war er Generalkonsul in Hamburg. Seit 2005 arbeitete er erneut im Außenministerium (unter anderem als Direktor in der Abteilung für Rechtsverträge).
Am 10. März 2008 wurde Kremer Vizeminister im polnischen Außenministerium. Seit dem 27. November 2009 war er am polnischen Institut für internationale Angelegenheiten (Polski Instytut Spraw Międzynarodowych) tätig.
Am 10. April 2010 gehörte Kremer zu einer polnischen Delegation um Staatspräsident Lech Kaczyński, die anlässlich des siebzigsten Jahrestages des Massakers von Katyn zur Gedenkstätte nach Russland reisen sollte. Bei einem Flugunfall der Delegation nahe dem Militärflugplatz Smolensk-Nord kam er jedoch gemeinsam mit weiteren hochrangigen Repräsentanten Polens ums Leben.
Postum wurde Kremer am 16. April 2010 das Komturkreuz des Ordens Polonia Restituta (Krzyż Komandorski Orderu Odrodzenia Polski) verliehen.